# Salve, deporte, eres la paz
Salve, deporte, eres la paz (del ruso: О спорт, ты — мир!) es una película soviética de 1981.
Dirigida por Yuri Ozerov, constituye un documental sobre las ceremonias de apertura y clausura de los Juegos Olímpicos de Moscú de 1980, en plena guerra fría.
Esta película mereció el Premio Estatal de la URSS.